# Бомбардировка Лунда (1943)

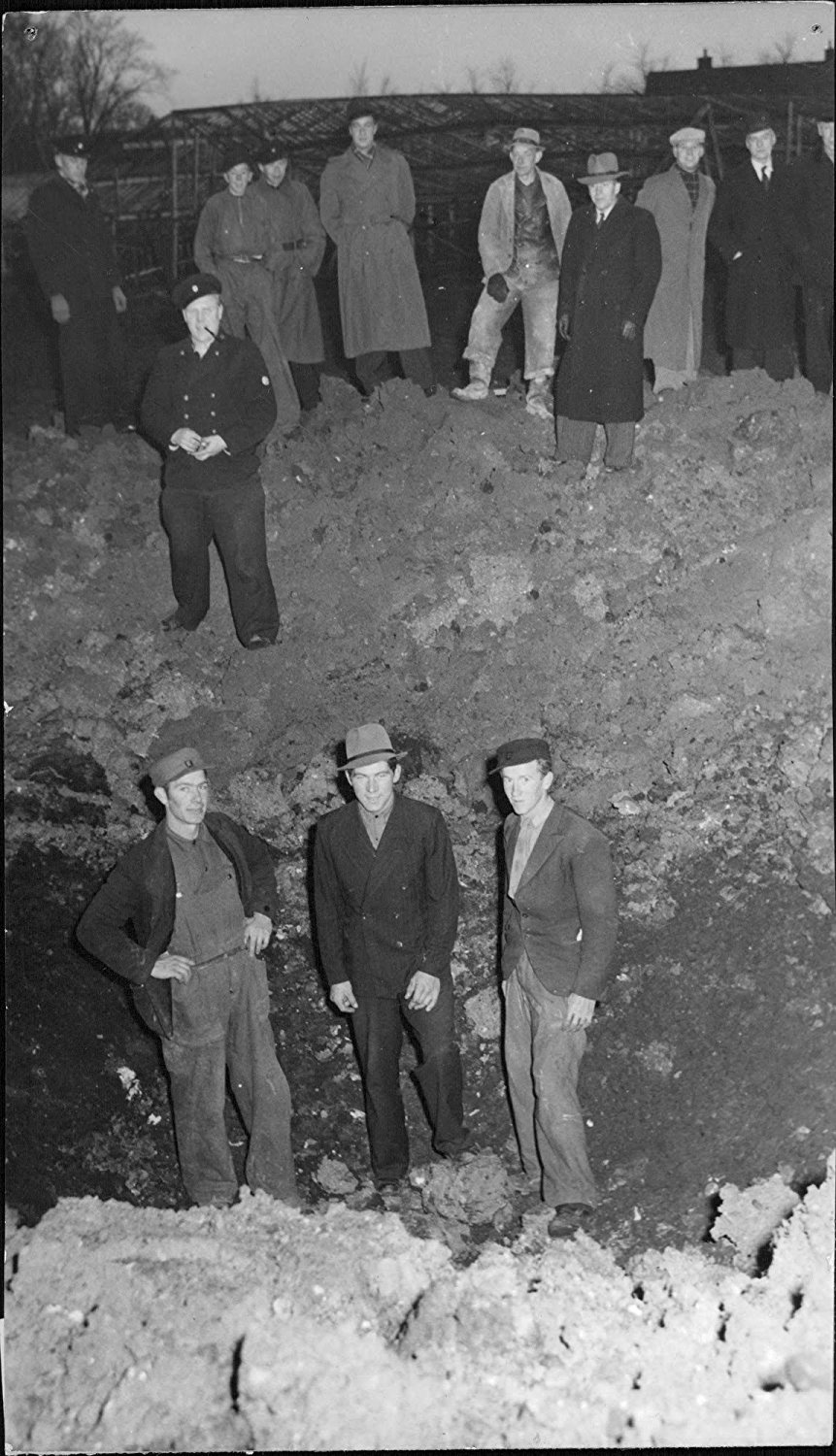
Воронка после взрыва авиабомбы, 19 ноября 1943 г.

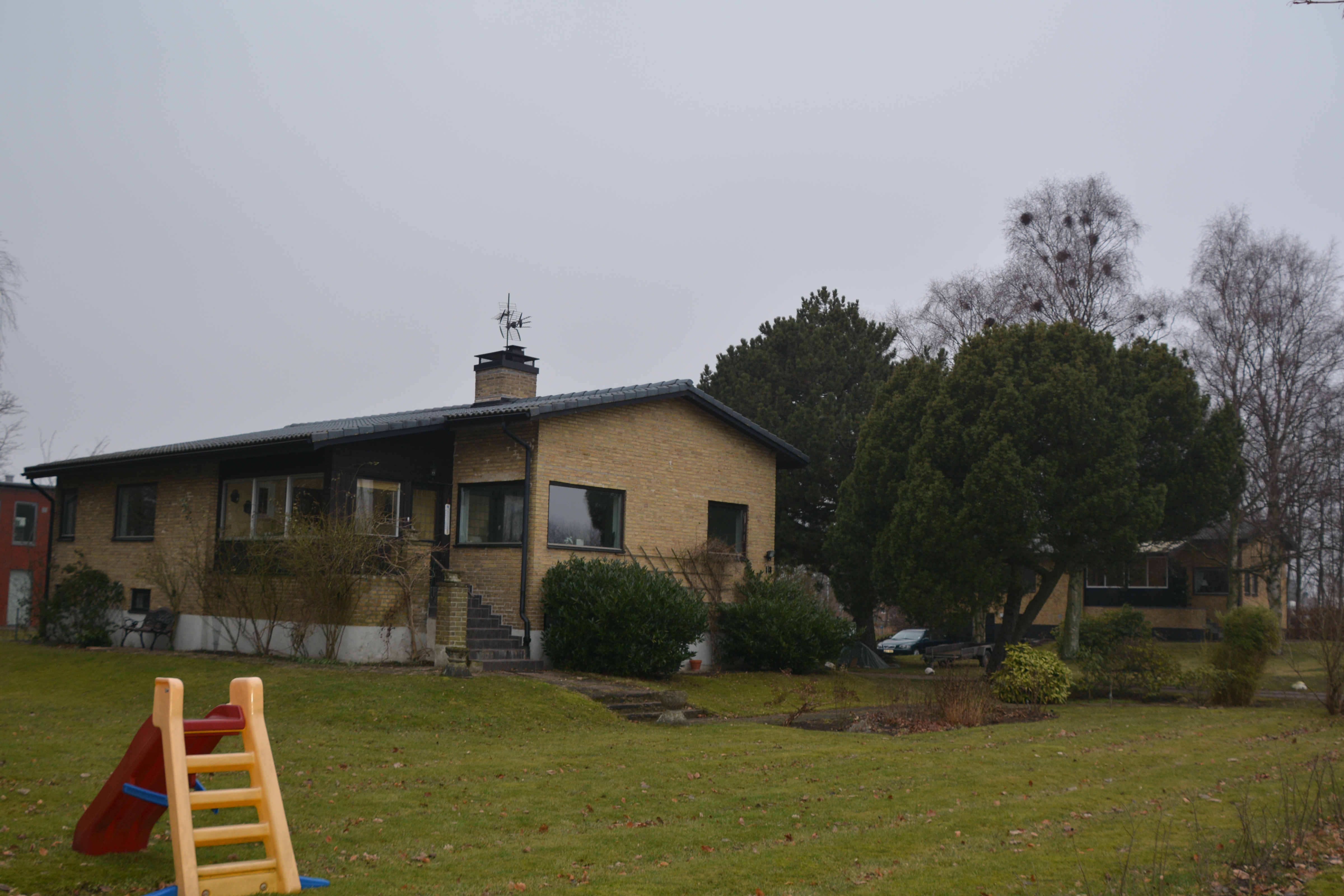
Две виллы по адресу Kävlingevägen 53 и 55, которые, вероятно, были построены на компенсационные средства британского правительства за бомбардировку Лунда в 1943 году

Бомбардировка Лунда в 1943 году была произведена британским бомбардировщиком примерно в 21:10 в четверг, 18 ноября 1943 года.

## Бомбардировки Лунда
18 ноября 1943 года британский бомбардировщик сбросил 450 кг мину и от 50 до 100 – 150 зажигательных бомб на Лунд. Две из них попали в трансформаторную станцию компании Сюдкрафт, мина упала на окраину города, образовав большую воронку. Затем бомбардировщик некоторое время кружил над Лундом и улетел в направлении Истада, где был обстрелян шведской зенитной установкой. Оконные стёкла во многих строениях были разбиты, но никто из граждан не пострадал.
К северу от города, в питомник братьев Ханссон была сброшена бомба, которая уничтожила все 17 теплиц с георгинами и томатами и убила 150 цыплят в курятнике. Предполагалось, что это был британский самолёт, возвращавшийся на базу и сбросивший оставшуюся бомбовую нагрузку. Самолёт, вероятно, был одним из бомбардировщиков типа Avro Lancaster, которые в это время проводили ночные бомбардировки Берлина.
Существует гипотеза, что бомбардировщик специально целился в теплицы питомника, приняв их блеск за блеск поверхности воды и пытаясь избавиться от бомбовой нагрузки перед аварийным приземлением.
После Второй Мировой войны британские власти связались с братьями Ханссон, которым была выплачена денежная компенсация. Вероятно, часть компенсации была использована для строительства двух вилл и новых теплиц.

## Галерея

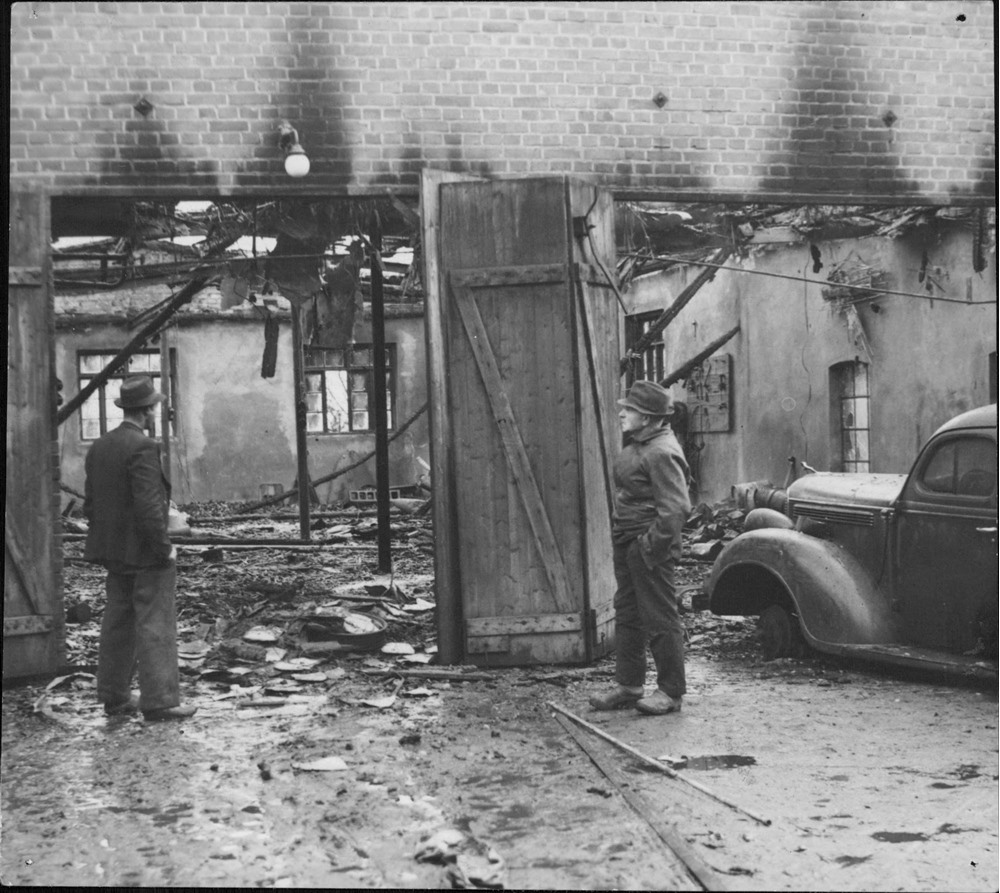
Кузница Хёйебро, разрушенная зажигательными бомбами
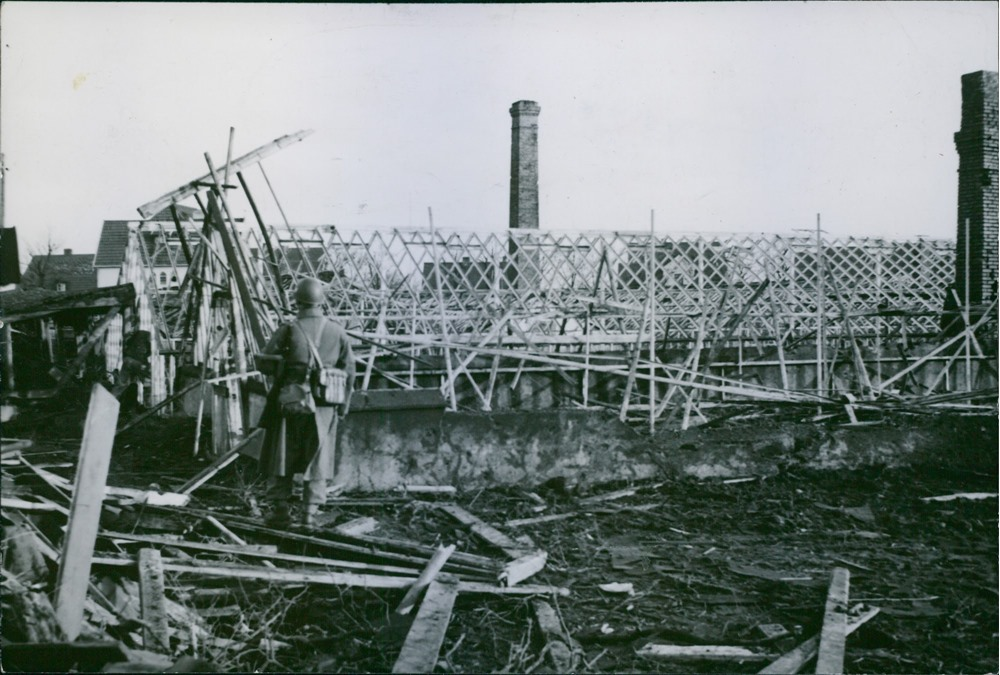
Сад Брёдерны Ханссон, разрушенный взрывом авиабомбы, 19 ноября
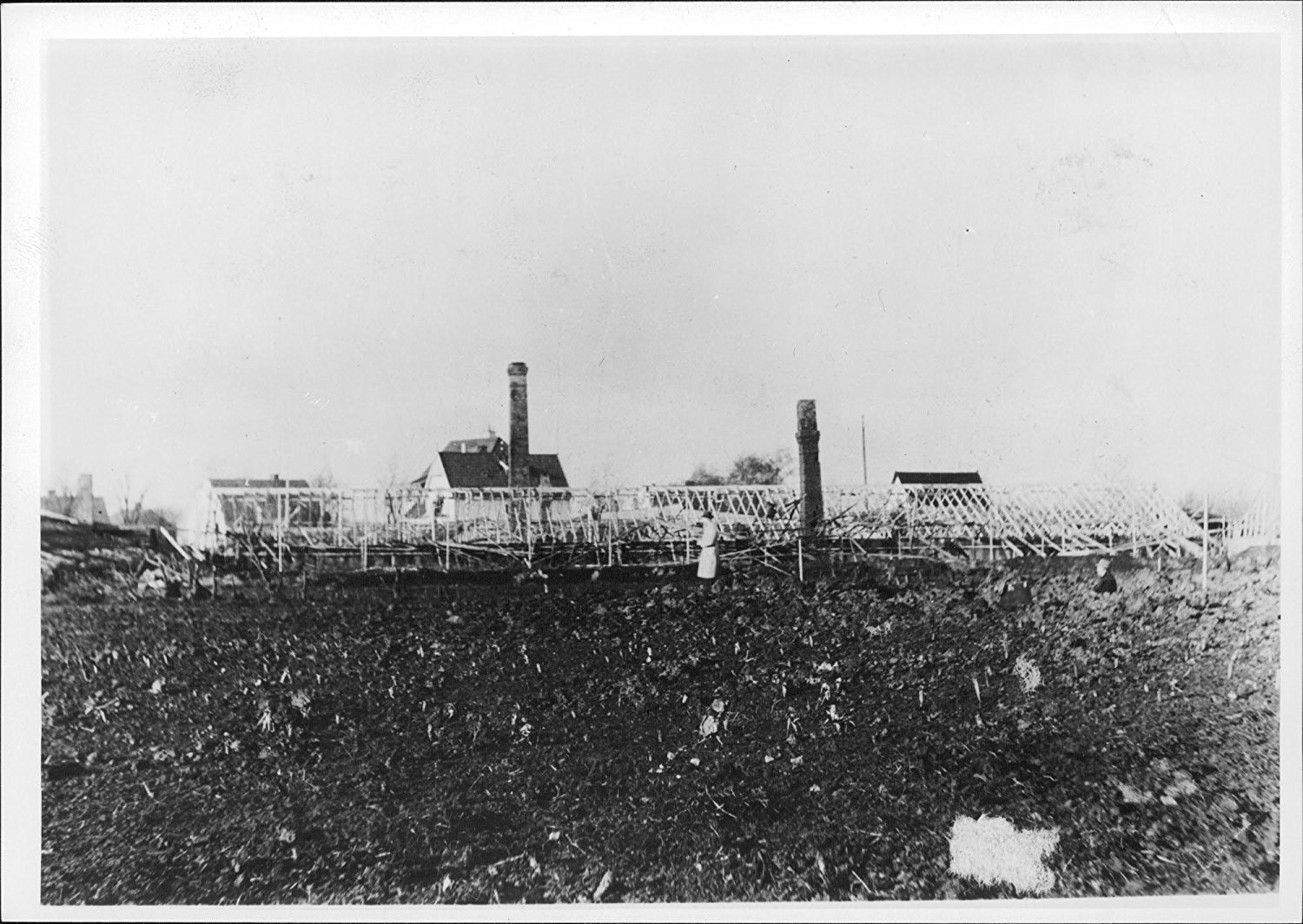
Разрушенный сад Брёдерны Ханссон